# Mittelmosel-Zeitung
Die Mittelmosel-Zeitung war eine Zeitung für die Region Traben-Trarbach in Rheinland-Pfalz.
Ende des 20. Jahrhunderts kaufte die Volksfreund-Druckerei die ursprüngliche Mittelmosel-Zeitung. Der Trierische Volksfreund erschien bis 2006 im Bereich Traben-Trarbach unter dem Namen "Mittelmosel-Zeitung".
Seit 2006 wird der Name "Mittelmosel-Zeitung" endgültig nicht mehr verwendet.